# Skovskarnbasse
Skovskarnbassen (Anoplotrupes stercorosus) er en art af biller af familien Geotrupidae. Oversiden er normalt sort eller blåsort med metallisk blå rande. Den kan findes over hele Europa. Voksne biller kan blive 14–20 mm lange og kan ses i skove fra juni til følgende forår, oftest i birkeskove. Billen lever af gødning, rådne svampe og saft fra træer.